# Pécloz
Il Pécloz (2.197 m s.l.m.) è una montagna delle Prealpi dei Bauges in Savoia.
È la terza montagna per altezza delle Prealpi dei Bauges dopo l'Arcalod ed il Sambuy.